# Irene Fonseca
Irene Fonseca (ur. 10 października 1985) – kostarykańska siatkarka, grająca jako rozgrywająca. Obecnie występuje w drużynie Santa Barbara.